# Xanthophyllomyces dendrorhous
Espèce
Synonymes
- Cryptococcus rhodozymus (M.W. Mill., Yoney. & Soneda) Weijman & al. {?}[2]
- Monilia dendrorhoa (F. Ludw.) Sacc. & Traverso[2]
- Phaffia rhodozyma M.W. Mill., Yoney. & Soneda[2]
- Rhodomyces dendrorhous F. Ludw.[2]

Xanthophyllomyces dendrorhous est une espèce de champignons basidiomycètes de la famille des Cystofilobasidiaceae.
Cette espèce est utilisée dans l'industrie alimentaire, car elle permet de produire de l'astaxanthine, un caroténoïde utilisé comme colorant. Il est notamment utilisé pour colorer le saumon fumé d'élevage.